# Playa de la Tayada
La playa de La Tayada es una de las ocho playas de la parroquia de Celorio, en el concejo de Llanes, Asturias. Desde estas playas se tiene una buena vista de la Sierra de Cuera y los alrededores de las playas están llenos de vegetación. Se enmarca en las playas de la Costa Oriental de Asturias, en la Costa Verde, y está considerada paisaje protegido, desde el punto de vista medioambiental por su vegetación. Por este motivo está integrada, según información del Ministerio de Agricultura, Alimentación y Medio Ambiente, en el Paisaje Protegido de la Costa Oriental de Asturias.

## Descripción
Por su difícil acceso y aislamiento puede considerársela como una playa salvaje. Se sitúa en la península que separa las playas de Borizo y Troenzo, que es conocida por diversos nombres, entre ellos península Azpiri, por haber pertenecido antaño a esta familia. Cuando hay marea alta la playa desaparece totalmente. No cuenta con ningún tipo de servicio, ni siquiera de salvamento, y para acceder a ella se ha de hacer a pie desde el aparcamiento de la playa de Troenzo.